# Newfoundland (wieżowiec)
Newfoundland – 220-metrowy wieżowiec mieszkalny w dzielnicy Isle of Dogs w Londynie. Budynek został zaprojektowany w 2013 roku. Posiada 58 kondygnacji. Ukończony w maju 2021 roku.

## Galeria

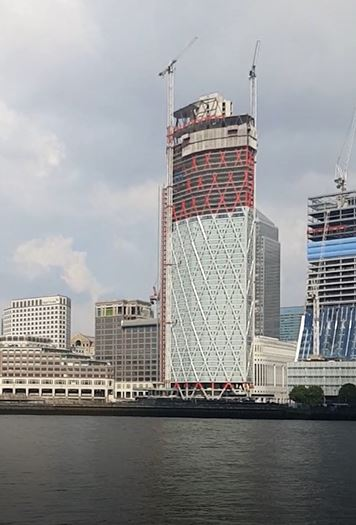
maj 2018
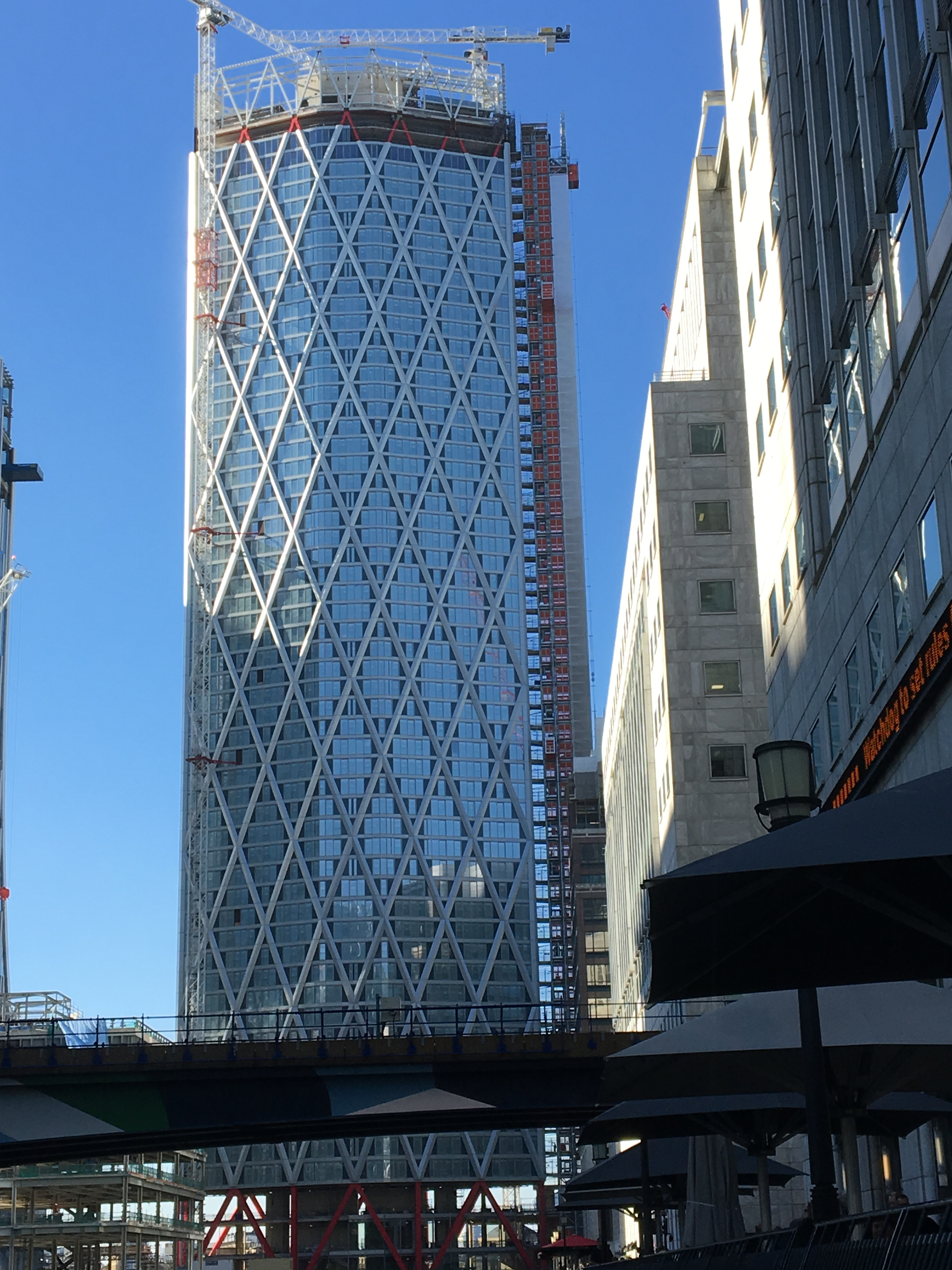
październik 2018
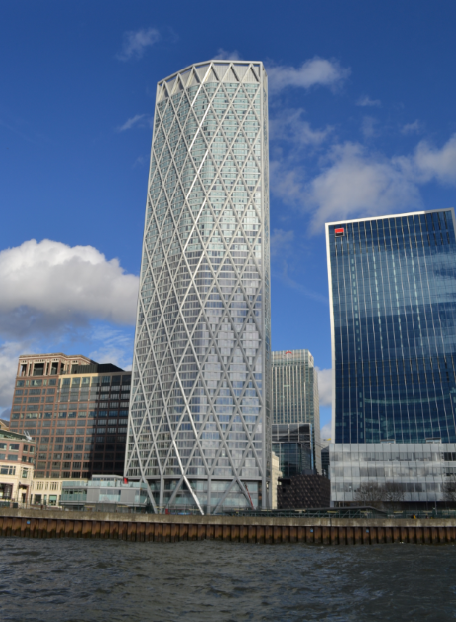
marzec 2020